# Thil, Meurthe-et-Moselle
 Thil là một xã thuộc tỉnh Meurthe-et-Moselle trong vùng Grand Est đông bắc nước Pháp. Xã này nằm ở khu vực có độ cao trung bình 343 mét trên mực nước biển.